# シュミットハンマー
シュミットハンマー(Schmidt Hammer)は、コンクリートの圧縮強度を測定するための機器であり、これを用いた強度測定をシュミットハンマー法と呼ぶ。コンクリートに打撃を与え、返ってきた衝撃により強度を推定する反発硬度法の一つであり、構造物に損傷を与えずに検査が可能な非破壊検査手法である。コンクリートのほか岩石の強度測定にも使われる。
「シュミットハンマー」とは、PROCEQ社（SWISS）の固有商品名であり、日本国内における公文書等では「コンクリートテストハンマー」「リバウンドハンマー」等と呼称される。

## 原理と特徴
強度の高いコンクリートはその内部が密実であり、コンクリートの圧縮強度と表面硬度にはある一定の相関性が見られる。この相関性からコンクリートの表面硬度を測定することにより、その圧縮強度を推定する手法が反発硬度法である。シュミットハンマーは反発硬度法の代表的な測定器であり、スイスのシュミット博士により1948年に開発された。
シュミットハンマーの特徴を以下に記す。
- 利点
  - 非破壊検査手法であり、構造物に損傷を与えることなく測定が可能。
  - 機器が軽量であり、測定が簡便・容易に行える。
  - 容易に多数の測定が行えることから、強度分布の測定が可能。
- 欠点
  - 硬度から圧縮強度を推定する方法であり、他の測定方法に比べ精度はやや低い。
  - コンクリートの湿度や表面の粗さにより、測定結果が影響を受ける。
  - 厚さの薄いコンクリートでは、正確な測定ができないことがある。

シュミットハンマー法は、構造物を破壊せず簡便に行えることが利点であり、精度の面ではやや劣る手法である。このことから、詳細調査実施前の予備調査などに用いられる。
反発度（表面硬度）と圧縮強度の相関には科学的な根拠はなく、統計的な手段により求められた相関式が用いられる。

## 検査方法
コンクリートの圧縮強度を測定する際には、コンクリート構造物からコアを採取し圧縮試験を行う方法があるが、躯体を傷めてしまうことや美観上の問題などを抱えている。これら問題点を解決するために用いられているのが、非破壊検査の一種であるシュミットハンマーである。これは、コンクリートにバネによる打撃を与え、返ってきた衝撃の強さを基に強度を推定定する仕組みである。重力による影響を受けるため、打撃角度による補正も必要となる。また、測定値のばらつきが大きいため、20回程度の測定が必要となる。測定値の採用は一般的には相加平均でよい。また繰り返して試験を実施する関係上、測定点はある程度離している必要がある。測定精度は±20％程度といわれる。

## 地形学における利用
地形学では、野外で岩石や岩盤の硬さを測定するために利用されてきた。特に、野外で岩石の採取が難しい場合において利用され、R値と地形との関係性が考察対象となっている。測定したR値から一軸圧縮強度を推定することができる。
この他、風化の進行状況を把握するうえでシュミットハンマーを用いて岩石強度を測定することもある。風化が進行した岩石の表面のR値と、風化されていない岩石のR値を比較することで、地形構成物質の堆積年代を推定した研究もある。